# Hippodrome de Scheibenholz

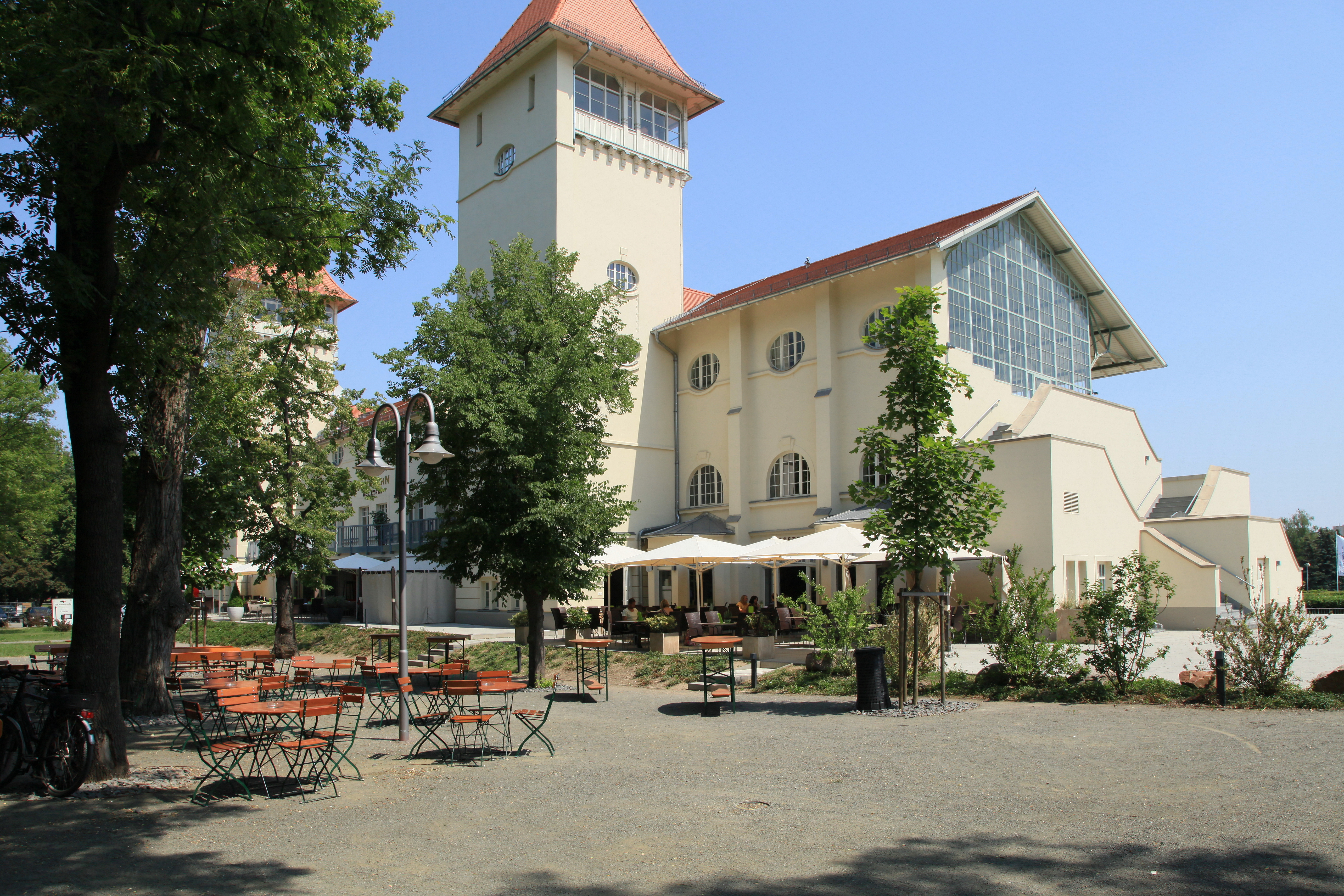
Biergarten à l'hippodrome de Scheibenholz

L'hippodrome Scheibenholz (Galopprennbahn Scheibenholz) est un hippodrome situé à Leipzig, dans le Land de Saxe en Allemagne. Il est fondé en 1867 sur un terrain boisé de la forêt alluviale appartenant à la famille Scheibe, d'où son nom. Il est géré par la Leipziger Reit- und Rennverein Scheibenholz e. V. (LRRS).

## Situation
L'hippodrome se trouve à Leipzig-Südvorstadt au sud-ouest du centre-ville. Il est entouré par les rives du canal de l'Elster à l'ouest, par le parc Clara-Zetkin au nord, par la Karl-Tauchnitz-Straße et le Musikviertel à l'ouest, par la Wundtstraße au sud-ouest et par Schleußiger Weg au sud. Il couvre une surface d'environ 30 ha.
La longueur d'un tour est de 1,75 km, avant 1932 la longueur était de 1,25 km.

## Bâtiment
En 1867, une tribune en bois fut construite par le maître charpentier Steib. En 1907, la tribune fut reconstruite en un bâtiment allongé de deux étages avec deux tours, d'après les plans de l'architecte Otto Paul Burghardt. Le style architectural est historiciste et Art nouveau. En 1907, un restaurant fut également ajouté.

## Divers
Le 1er mai de chaque année, l'ouverture de la saison des courses est célébrée.